# 1811
1811. је била проста година.

## Догађаји

### Јануар
- 1. јануар-11. јануар – Скупштина у Београду (1811)

### Мај
- 14. мај — Педро Хуан Кабаљеро, Фулхенсио Јегрос и Хосе Гаспар Родригез де Франсија су збацили шпанског гувернера Парагваја и прогласили независност од Шпаније.
- 16. мај — Удружене британско-португалско-шпанске снаге су у бици код Албуера спречили покушај француске деблокаде опсаде Бадахоза.

### Јул
- 5. јул — Венецуела је постала прва јужноамеричка држава која је прогласила независност од Шпаније.

### Датум непознат
- Википедија:Непознат датум — Велика комета из 1811. године

## Рођења

### Јануар
- 2. јануар — Урош Кнежевић, српски сликар. (†1876)

### Фебруар
- 26. фебруар — Вук Врчевић, српски сакупљач народних умотворина и дипломата. (†1882)

### Март
- 20. март — Наполеон II Бонапарта, француски цар. (†1832)
- 30. март — Роберт Бунзен, немачки хемичар. (†1899)

### Април
- 11. април — Емануел Серве, политичар и премијер Луксембурга. (†1890)

### Мај
- 11. мај — Чанг и Енг Бункер, сијамски близанци. (†1874)
- 15. мај — Катарина Ивановић, српска сликарка. (†1882)
- 20. мај — Алфред Домет, енглески песник, новозеландски политичар. (†1887)

### Јун
- 14. јун — Херијет Елизабет Бичер Стоу, америчка књижевница. (†1896)

### Јул
- 18. јул — Вилијам Мејкпис Текери, енглески књижевник. (†1863)
- 21. јул — Димитрије Деметер, хрватски књижевник. (†1872)

### Август
- 23. август — Огист Браве, француски физичар. (†1863)
- 30. август — Теофил Готје, француски књижевник. (†1872)

### Септембар
- 1. септембар — Рикард Дибек, шведски композитор. (†1877)
- 12. септембар — Џејмс Хол, амерички геолог и палеонтолог. (†1898)

### Октобар
- 22. октобар — Франц Лист, мађарски композитор и пијаниста. (†1886)
- 25. октобар — Еварист Галоа, француски математичар. (†1832)
- 27. октобар — Ајзак Мерит Сингер, амерички изумитељ и глумац. (†1875)

### Новембар
- 7. новембар — Карел Ербен, чешки књижевник. (†1870)
- 14. новембар — Мор Перцел, мађарски генерал. (†1899)

## Смрти

### Март
- 4. март — Маријано Морено, аргентински правник, дипломата и писац. (*1778)
- 28. март — Доситеј Обрадовић, српски просветитељ. (*1742)

### Јул
- 30. јул — Мигел Идалго, вођа борбе за независност Мексика. (*1753)

### Децембар
- Википедија:Непознат датум — август - Милош Стојићевић Поцерац, војвода и јунак из Првог српског устанка. (*1776)

### Септембар
- 28. септембар — Глигорије Трлајић, српски књижевник. (*1766)